# 思健學院
思健學院（英語：Mindset College）是由香港心理衞生會、香港明愛、浸信會愛羣社會服務處及新生精神康復會四間社會服務機構聯合籌辦的一個教育平台，為精神病康復者、照顧者、復元人士及關注精神健康的人士提供協助復元的相關課程和工作坊。

## 課程
課程劃分為「復元」、「自我倡導」、「建立生活」及「保持身心康泰的生活」四個範疇。課程特色是由復元人士、專業導師等人士共同設計及教授。

## 服務對象
- 精神病康復者[5]
- 患有精神病人士的照顧者
- 精神健康服務從業員
- 關注精神健康人士

## 服務地點
- 香港心理衞生會：賽馬會恆健坊(觀塘南)、恆樂坊(觀塘北)、賽馬會恆悅坊(大埔廣福邨)
- 香港明愛：明愛全樂軒(荃灣）、明愛樂晴軒(北區)
- 浸信會愛羣社會服務處：灣仔校址、筲箕灣校址、青衣校址
- 新生精神康復會：新生精神康復會思健學院、安泰軒